# Frères Marseille

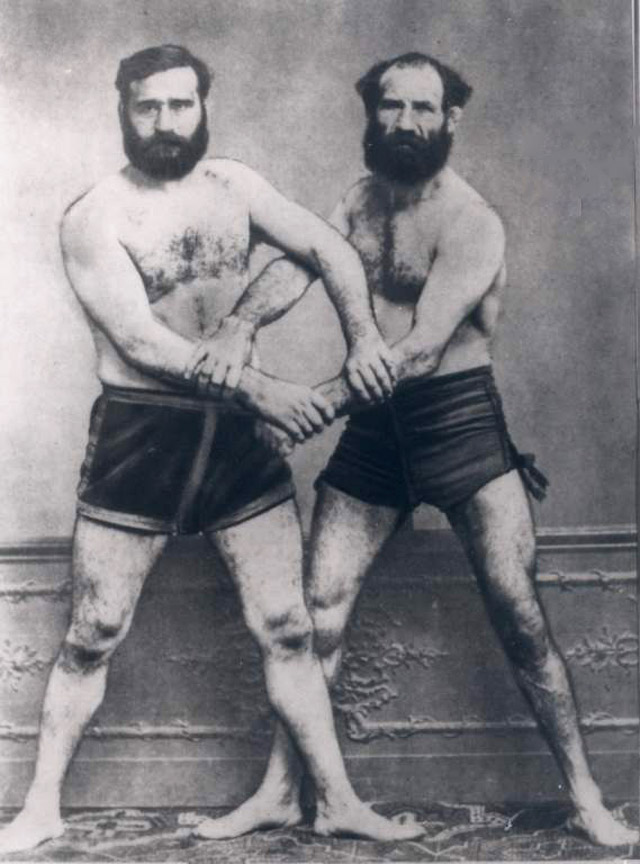
Les frères Marseille

Les frères Marseille se sont illustrés au XIXe siècle dans le domaine de la lutte gréco-romaine, ils la pratiquaient dans le cadre d'une troupe ambulante. Leur nom est associé à la ville française de Lapalud.

## Biographie
Ils ont participé à plusieurs championnats en Provence. Le frère ainé, Henri, était meunier de métier et reçut donc le surnom de « le Meunier de La-Palud ». Un jour, il décide de tout lâcher pour partir à Paris défier Joseph Arpin, lutteur connu sous le nom de Arpin le Terrible, un savoyard invaincu. Le combat eu lieu en mars 1853 dans la salle Montesquieu à Paris et Marseille en fut le vainqueur. 
Il est enterré au cimetière de Lapalud et sur sa tombe on peut lire :  « Ici repose Henri Marseille dit Le Meunier de Lapalud Champion de Lutte Gréco-romaine qui par sa force et son courage a porté très loin le renom de son village. ... »
L'autre frère, le plus jeune, fut surnommé « le Lion de La-Palud ».

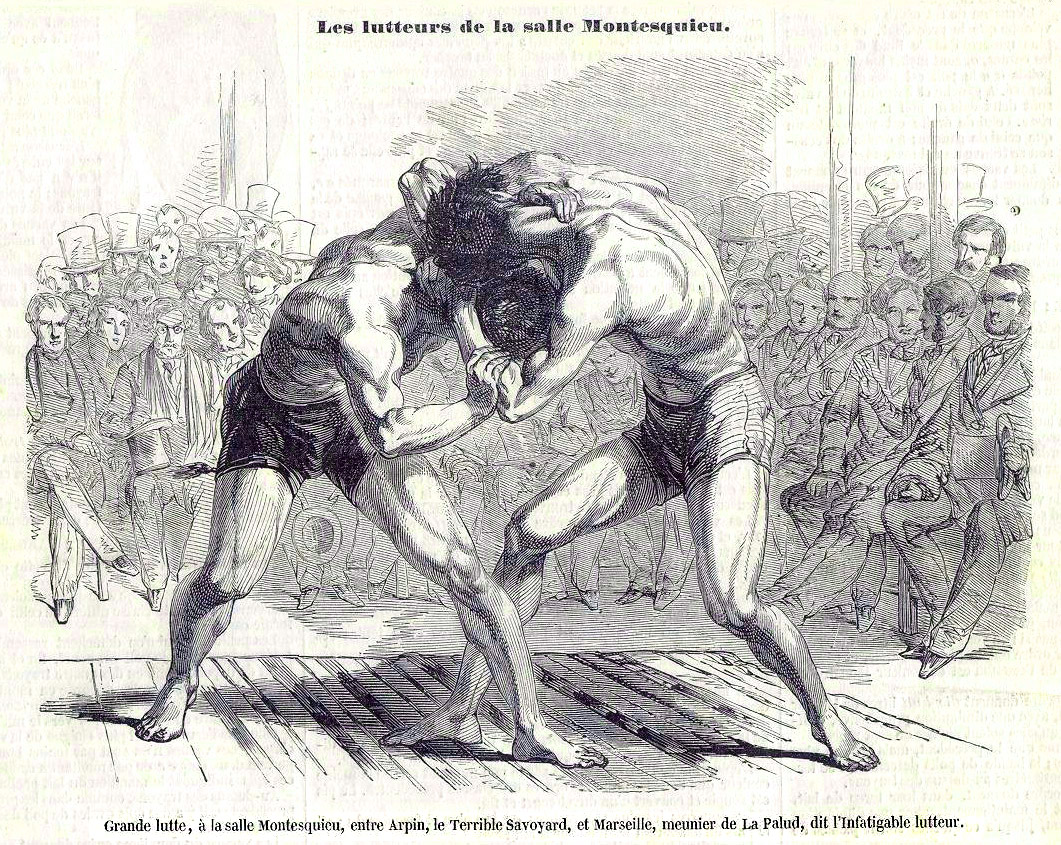
Combat entre Joseph Arpin et Henri Marseille
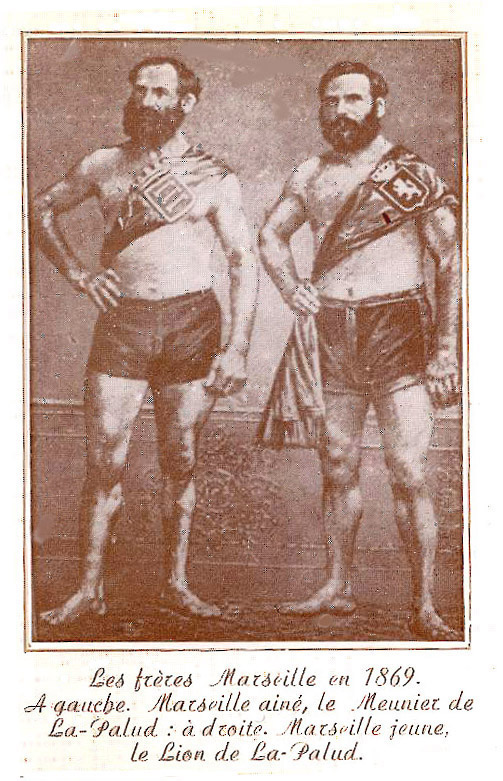
Les frères Marseille en 1869
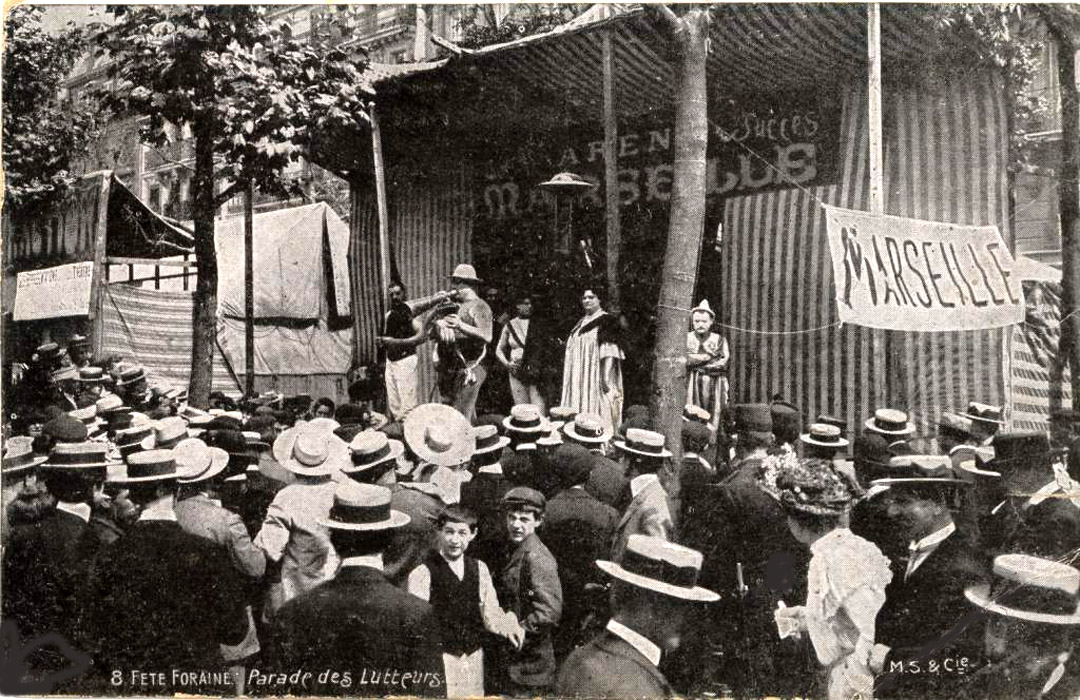
Stand des frères Marseille lors d'une fête foraine